# Бутирка (група)
„Бутирка“ (на руски: Бутырка) е руска музикална група. Музикантите приемат името „Бутирка“ в чест на следствения арест „Бутирка“ в Москва и масовото бягство на затворници оттам.
Счита се за една от най-популярните групи в стила на руския шансон. Групата води активен концертен живот както в Русия, така и в чужбина.

## История
Основана във Воронеж през 2001 г., групата е продуцирала много изпълнители и проекти в този жанр. Александър Абрамов е известен с песни като „Миризма на пролет“, „Приятелка от центъра“, „Миризмата на восък“, „Шарик“, „Не пипай есента“, „Икона“, „Да служиш за чужди грехове“, „За ростовската братва“, „Снегът се топи“, „Грамота“ и други.
В края на декември 2013 г. вокалистът Владимир Ждамиров напуска групата и започва самостоятелна творческа дейност. Всички песни на групата вече се изпълняват с новия вокалист Михаил Борисов, който наскоро е освободен от затвора. През декември 2014 г. бившият вокалист на „Бутирка“ Владимир Ждамиров издава първия си самостоятелен албум „Зад оградата пролет“.
През 2015 г., Михаил Борисов напуска групата и основният солист на групата става Андрей Биков.